# ヴラチスラフ2世 (ボヘミア王)
ヴラチスラフ2世（Vratislav II.、1035年頃 - 1092年1月14日）は、プシェミスル家のボヘミア公（在位：1061年 - 1092年）、マイセン辺境伯（在位：1076年 - 1089年）、後に初代ボヘミア王となった（在位：1085年 - 1092年）。但し世襲は認められず、1代限りの王であった。父はブジェチスラフ1世、母はバーベンベルク家のハインリヒ・フォン・シュヴァインフルトの娘ユーディト。

## 生涯
1055年の父の死後にモラヴィアの一部（オロモウツ）を統治することになった。しかし、兄のスピチフニェフ2世との紛争によりハンガリーへ逃れた。この後、ハンガリーの支援を得てモラヴィア＝オロモウツ公に復帰した。
兄と和解し、さらに1061年に兄が亡くなった後、ヴラチスラフ2世はプラハでボヘミア公の座に就いた。その治世はほぼ全期間にわたって弟達との争いに明け暮れた。ヴラチスラフ2世は、1068年に弟のヤロミールをプラハ司教に据えると、直ちに新設（1063年）のオロモウツ司教区の地位を向上させ、プラハ司教の地位を低下させた。ヤロミールにもボヘミア貴族の中に多くの支持者がおり、彼らはヴラチスラフの治世の間中絶え間ない抵抗を続けた。
ヴラチスラフ2世は次にモラヴィアに目を向けた。彼はこの地域を二分し、2人の弟コンラートとオトにそれぞれ任せることとした。オロモウツの司教区への昇格はモラヴィアを強化する目的もあった。また、宮廷をプラハ城からヴィシェフラトに移転し、ここに有名なコレギアト礼拝堂（プラハ）を創設した（1070年）。
内には権力を強化し、外には婚姻政策を用いて支援者を探した。最初の妻マリアに先立たれた後、2度目の妻にハンガリー王アンドラーシュ1世の娘アデルハイド（チェコ語名アドレータ・ウヘルスカー）を迎えたが、彼女の死後、ポーランド公カジミェシュ1世の娘スヴァタヴァとの再婚によって、伝統的に関係の良くないボヘミアとポーランドの関係を改善しようとしたが、成果が挙がらず、1070年及び1071年に両邦の境界地域で偶発的な戦闘が起こった。ボヘミア公とポーランド公はこの時点ではローマ王（及びローマ皇帝）の家臣であるため、1071年の秋にハインリヒ4世はヴラチスラフ2世とボレスワフ2世の両者をマイセンに呼び出し、平和協定を結ぶよう強要した。しかしこの和平は長続きせず、ボレスワフ2世はその後すぐにボヘミアに侵攻を開始したと推測される。ハインリヒ4世は1072年にこれに応えて出兵したが、教皇グレゴリウス7世との戦い（叙任権闘争）のためにこれを遂行することはできなかった。
それでもヴラチスラフ2世はハインリヒ4世と緊密な関係を保った。彼はザクセン貴族との戦い（ザクセン戦争）において最も重要なハインリヒ4世の支援者であり、ボヘミアはこの時代、シュレージエンをめぐるポーランドとの国境紛争があったにもかかわらず、ホムベルクの戦い（1075年）やフラルヒハイムの戦い（1080年）に参戦し、反乱を起こしたドイツ貴族を討伐し、イタリアに出兵した。1076年、ザクセン戦争に勝利したハインリヒ4世は、ヴラチスラフ2世にマイセン辺境伯領、ラウジッツ辺境伯領及びザクセンのオストマルク地方を任せた。
ハインリヒ4世がこの両地域にさらにいくつかの小領域を加えてヴラチスラフ2世に与えたのは、バイエルン公国の一部をオーストリア辺境伯領とした埋め合わせであった。ヴラチスラフ2世はこの地域を差し押さえようと試みたが、1082年5月12日にはマイルベルクでオーストリア辺境伯レオポルト2世に勝利したにもかかわらず、この試みは成功しなかった。
1085年には、オーストリアにあった領土までも手放さなくてはならなくなったが、マインツの王国会議でハインリヒ4世はボヘミアとポーランドの王位をヴラチスラフ2世に授けた。ポーランド王位がポーランド全域に対して実効性があったわけでは決してないが、この称号はシュレージエン地方が確実にボヘミア領に組み込まれたことを意味し、相当な威信を獲得することが出来たのである。1086年6月15日、ヴラチスラフ2世はプラハでトリーア大司教エーギルベルトによって、ボヘミア王（ボヘミア王としてはヴラチスラフ1世）として戴冠された。
ヴラチスラフ2世の晩年の統治は、ボヘミアにもモラヴィアにも権威が行き届き安定したものであった。しかし、弟コンラート・フォン・ブリュンや、長男ブジェチスラフ2世との対立は先鋭化した。1092年に狩りの途中の事故で落馬して亡くなり、遺体はヴィシェフラドに葬られた。2度の結婚により4人の息子がいたが、彼らは父の死後すぐに後継者争いを始め、ボヘミア王位は消滅した。ボヘミア王位が復活するのは3男ヴラジスラフ1世の孫である曾孫オタカル1世の代である。

## 子女
2度目の妻アーデルハイトとの間に2人の子を儲けた。
- ユディタ（1056年/1058年 - 1086年） - ポーランド公ヴワディスワフ1世と結婚
- ブジェチスラフ2世（1060年 - 1100年）

3度目の妻スヴァタヴァとの間に5人の子を儲けた。
- ボレスラフ（? - 1091年）
- ボジヴォイ2世（1064年 - 1124年）
- ヴラジスラフ1世（1065年 - 1125年）
- ユディタ（1066年 - 1108年） - グロイチュ伯ヴィプレヒト2世と結婚
- ソビェスラフ1世（1075年 - 1140年）